# Bernice Mosby
Bernice Tyrone Mosby (Avon Park, 14 febbraio 1984) è una cestista statunitense, professionista nella WNBA.

## Carriera
È stata selezionata dalle Washington Mystics al primo giro del Draft WNBA 2007 (6ª scelta assoluta).